# La Croisille
 La Croisille  là một xã thuộc tỉnh Eure trong vùng Normandie miền bắc nước Pháp.